# Nerubajka
Nerubajka (ukr. Нерубайка) – wieś na Ukrainie, w obwodzie kirowohradzkim, w rejonie hołowaniwskim, w hromadzie Pidwysoke. W 2020 liczyła 780 mieszkańców, spośród których 770 wskazało jako ojczysty język ukraiński, 10 rosyjski.

## Urodzeni
- Józef Plisowski